# Ricevuta generica

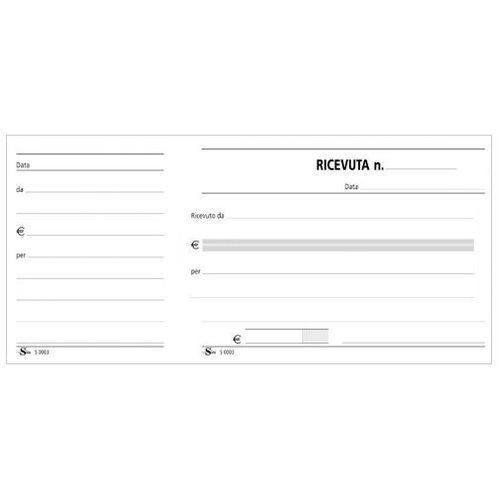
Esempio di ricevuta prestampata contenente i campi per i dati essenziali

La ricevuta generica è un documento redatto in carta semplice o prestampata, che ha lo scopo di indicare il passaggio di un bene (in genere denaro, ma può essere emessa per qualsiasi altro oggetto) da un soggetto ad un altro. 

## Come si presenta
Essa può essere emessa sia in carta semplice che prestampata. Quest'ultima è composta da due modelli: uno in carta comune, l'altro in carta autoricalcante. In ogni caso, affinché essa sia considerata valida, devono essere riportati i seguenti dati: i dati relativi a colui che effettua la transazione, la data di emissione, l'importo esatto in lettere e in cifre (indicando anche il valore dei centesimi, se presenti), la causale (ossia il motivo esplicito per cui si effettua tale transazione) e, infine, altri dati aggiuntivi che consentono di rendere ancora più dettagliato quanto scritto. Il tutto deve essere poi firmato da colui che riceve la somma. Per terminare l'operazione, è opportuno rilasciare la copia originale al richiedente e conservare la copia autoricalcata. Qualora il modulo sia redatto in carta comune, è opportuno effettuare copia fotostatica dello stesso.

### Differenze tra ricevuta generica e ricevuta fiscale
È bene non confondere entrambi i tipi di ricevuta, poiché essi sono diversi tra loro. La ricevuta generica non è ad "emissione obbligatoria" (al contrario di quella fiscale, che il fornitore ha l'onere di emettere tranne che per dei soggetti specifici che non svolgono prevalentemente attività commerciale come le organizzazioni no-profit che emettono solo una ricevuta generica a patto che l’organizzazione non abbia partita iva) ed ha valore pari ad una semplice dichiarazione, senza l'applicazione di tassa alcuna. È buona norma effettuarla comunque, soprattutto quando il valore della somma è abbastanza elevato. 
È obbligatorio emettere la ricevuta quando richiesta da colui che effettua il versamento, poiché è un suo diritto.
Se l’importo dichiarato nella ricevuta supera i 77,47 euro è necessario applicare una marca da bollo di 2 euro sulla copia originale che rimane al cliente, sulla copia del beneficiario va quindi indicato “imposta di bollo assolta sull’originale“